# エジプトトゲオアガマ
エジプトトゲオアガマ（Uromastyx aegyptia）は、アガマ科トゲオアガマ属に分類されるトカゲ。

## 分布
種小名aegyptiaは「エジプト」の意で、和名や英名と同義。しかし本種はエジプト固有種ではない。
- U. a. aegyptia

イスラエル、エジプト北東部、サウジアラビア北西部、ヨルダン、リビア
- U. a. microlepis　コウロコトゲオアガマ

イラク、イラン、オマーン、シリア、サウジアラビア

## 形態
最大全長75cmとトゲオアガマ最大種。体色は灰褐色。
幼体には黄色い斑点が入るが、成長に伴い消失する。
- U. a. aegyptia

体側面にやや大型の鱗が並ぶ。
- U. a. microlepis　コウロコトゲオアガマ

全身の鱗が小型。亜種小名microlepisは「小さい鱗の」の意。体側面にやや大型の鱗は並ばない。

## 亜種
- Uromastyx aegyptia aegyptia　(Forskall, 1775)
- Uromastyx aegyptia microlepis　Blanford, 1874　コウロコトゲオアガマ、ササメトゲオアガマ

## 生態
砂漠や荒野等の環境に生息する。地表棲。昼行性。長い横穴を掘り、暑さや寒さから身を守る。
食性は植物食で植物の葉、花、果実、種子等を食べる。幼体は昆虫類を食べるが、成長に伴いほぼ完全な植物食になる。
繁殖形態は卵生。

## 人間との関係
生息地では食用とされている。
食用やペット用の乱獲により生息数は減少している。
ペットとして飼育されることもあり、日本にも輸入されている。主に基亜種が流通し、亜種コウロコトゲオアガマは日本では2008年に初めて輸入されたと思われる。以前は流通量が多く、主に野生個体が流通していた。現在は主に繁殖個体が流通する。以前流通していた野生個体は体内寄生虫により衰弱し、命を落とすことが多かった。トゲオアガマはケージ内に局所的な熱源を設けるためケージ全体が高温にならないように大型のケージが必要になるが、成長は早くないものの属内でも大型化するため本種は飼育にあたり特に大型のケージが必要になる。